# Basilique Saint-Paulin de Trèves
La basilique Saint-Paulin est une église catholique de Trèves en Allemagne dont l'intérieur baroque a été décoré par Balthasar Neumann. L'église a été élevée au rang de basilique mineure en 1958.

## Historique

### Première église duIVesiècleà 1039
La première église est bâtie par l'évêque Félix (386-398) au IVe siècle dans un cimetière romain se trouvant au nord des remparts de la Trèves romaine appelée alors Augusta Treverorum. Félix consacre l'église et son monastère à la légion thébaine, soldats chrétiens qui refusèrent d'abjurer le Christ et qui furent martyrisés à Agaunum (aujourd'hui Saint-Maurice-en-Valais). Les corps de douze d'entre aux sont inhumés dans la crypte de l'église. Le corps de saint Paulin, originaire d'Aquitaine et fameux évêque anti-arien de Trèves partisan d'Athanase d'Alexandrie, y est également inhumé en 395. Saint Paulin était mort en exil en Phrygie en 358. L'église lui est ensuite dédiée. Elle devient un lieu de pèlerinage.
L'église est détruite par un incendie plusieurs siècles après, en 1093, et il faut la reconstruire, mais heureusement la crypte ne subit aucun dommage.

### Deuxième église d'avant 1148 à 1674

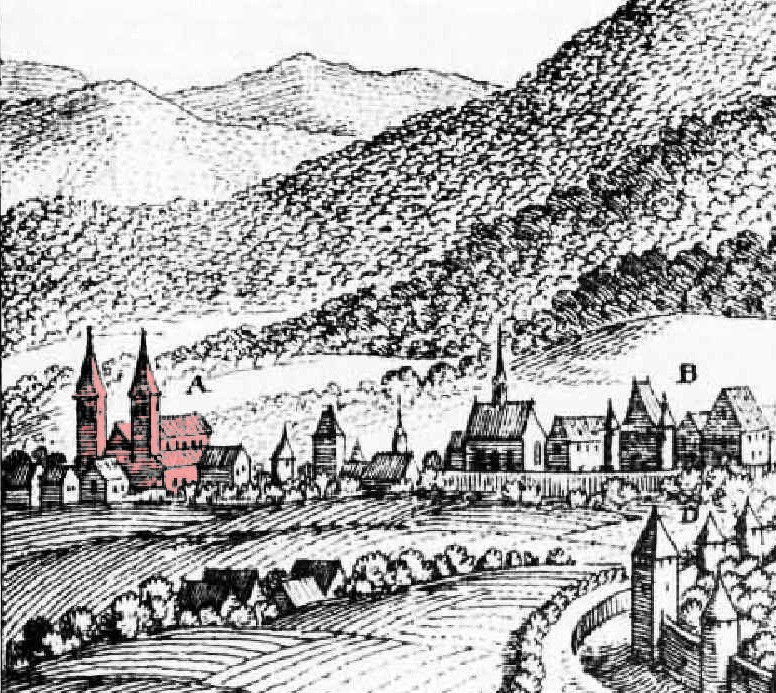
Vue de l'église Saint-Paulin au début du XVIIe siècle

L'archevêque Bruno fait édifier une nouvelle église romane sur les ruines de l'ancienne. Le pape Eugène III la consacre en 1148. Elle est plus petite que la première. De plan basilical, elle possède une façade à tours jumelles avec un escalier de chaque côté qui rappelle les balcons de la façade ouest de la cathédrale de Trèves, conçus ainsi pour exposer aux fidèles les reliques des saints.
Les troupes de Louis XIV assiègent et occupent Trèves en 1673. Elles démolissent l'église l'année suivante pour laisser place à un champ de cantonnement militaire.

### Troisième église depuis 1734-1757

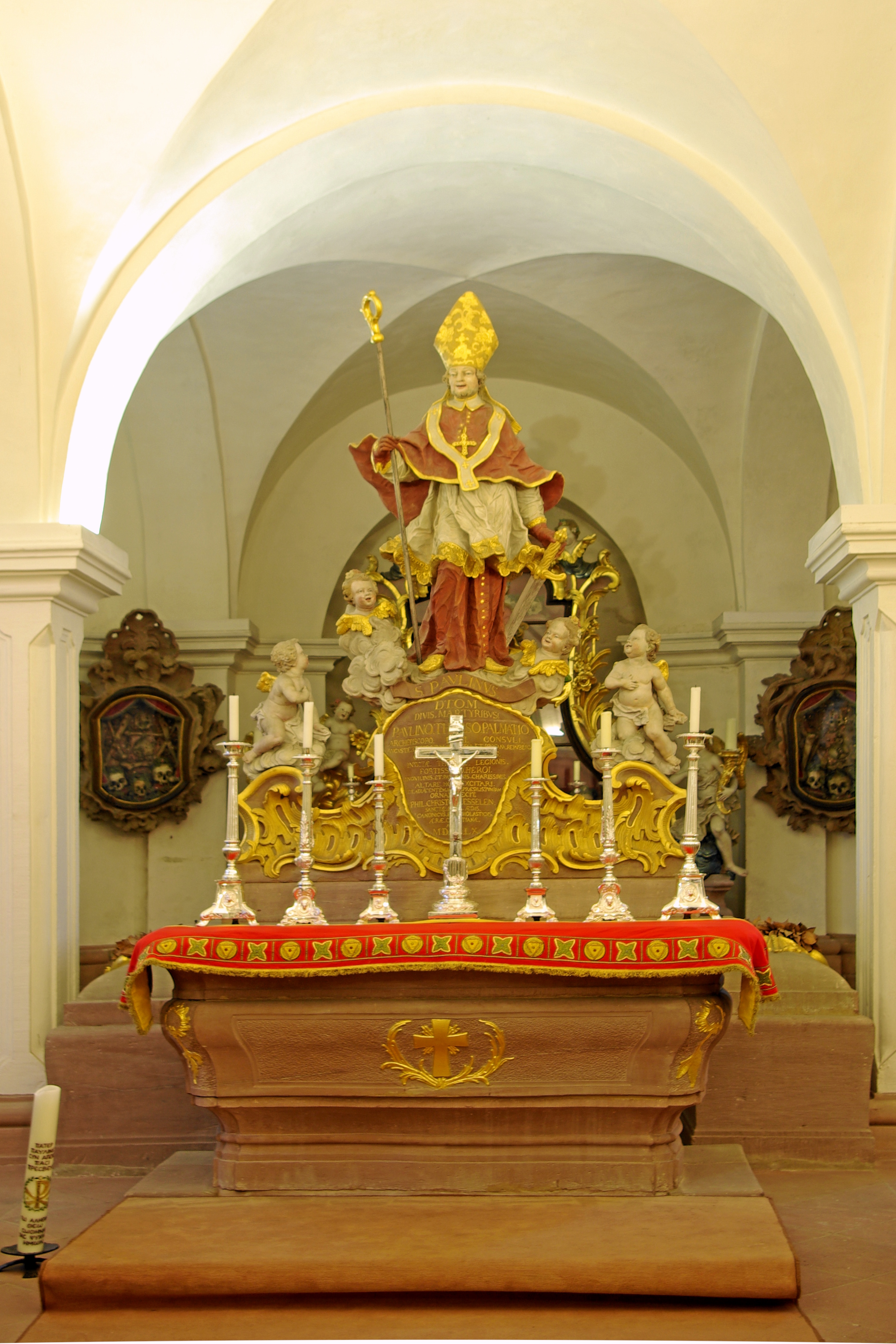
Autel de saint Paulin dans la crypte

Soixante ans après la démolition de l'église par les soldats français, l'archevêque-électeur de Trèves, François-Georges de Schönborn (1729-1756), décide de faire édifier une nouvelle église. L'architecte Christian Kretzschmar dessine une église à une nef, mais l'église est surtout remarquable par l'aménagement intérieur conçu par Balthasar Neumann, ce qui en fait une des églises baroques les plus significatives de cette contrée. Les travaux ont lieu de 1743 à 1753 et la consécration en 1757. Le clocher s'élève à 53 mètres et la longueur de l'édifice mesure 52 mètres.
Les troupes révolutionnaires françaises s'emparent de Trèves en 1794. Plus tard Napoléon Bonaparte se rend à Trèves et se déclare impressionné par la beauté de l'église Saint-Paulin.
Le monastère associé à l'église est fermé par les Français en 1802, puis ses biens sont sécularisés par le recès d'Empire de 1803, inspiré de Bonaparte, et il est dispersé, ainsi que toutes les abbayes, couvents et monastères de l'ancien électorat de Trèves. L'église perd donc son rang de collégiale et ne devient plus qu'une simple église paroissiale. Le pape Pie XII lui a donné le titre de basilique mineure, le 23 mai 1958. C'est la troisième église de Trèves à porter ce titre et l'une des trente-deux basiliques d'Allemagne.

## Galerie

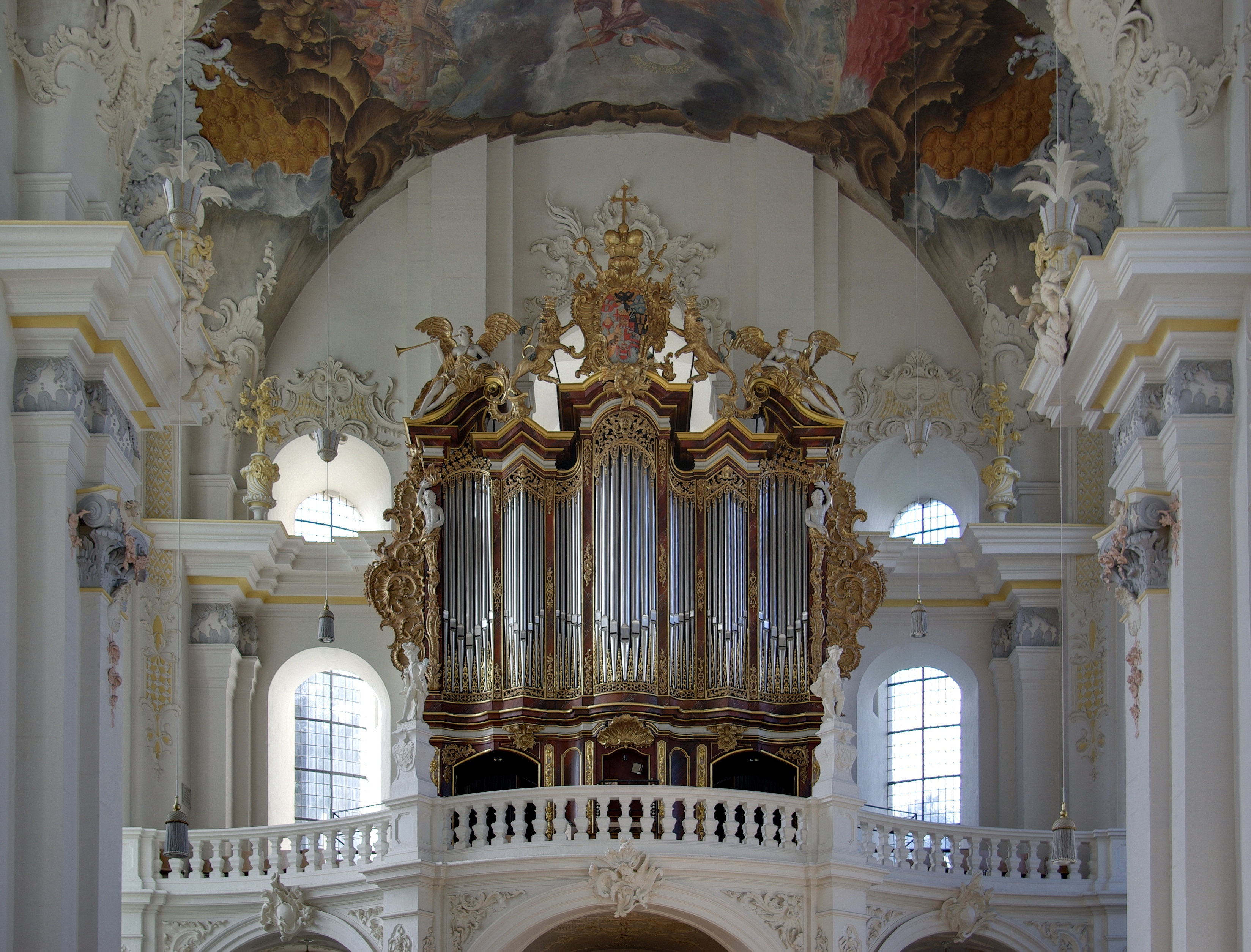
Orgue de la basilique surmonté des armes de l'électeur de Trèves.

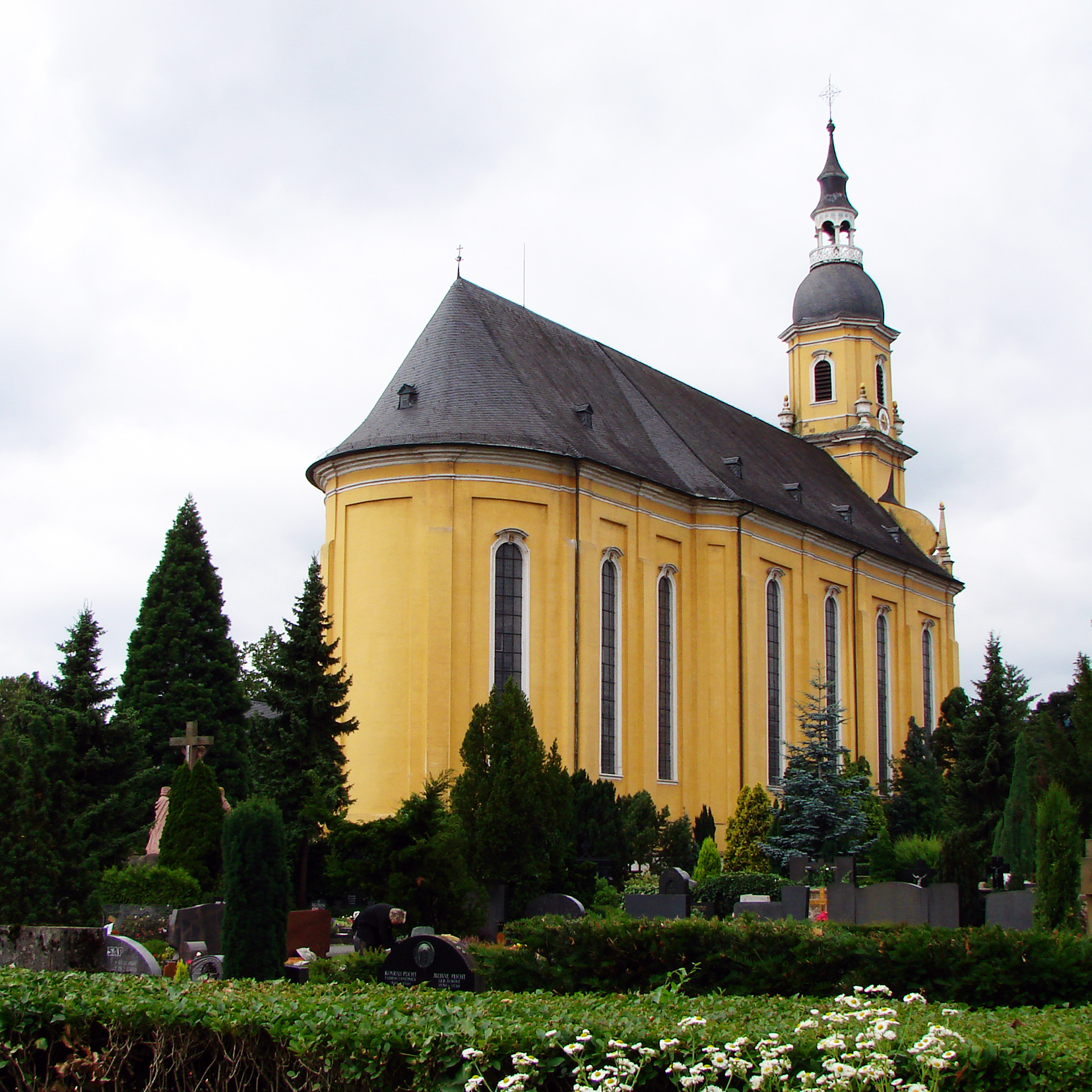
Vue arrière de la basilique.
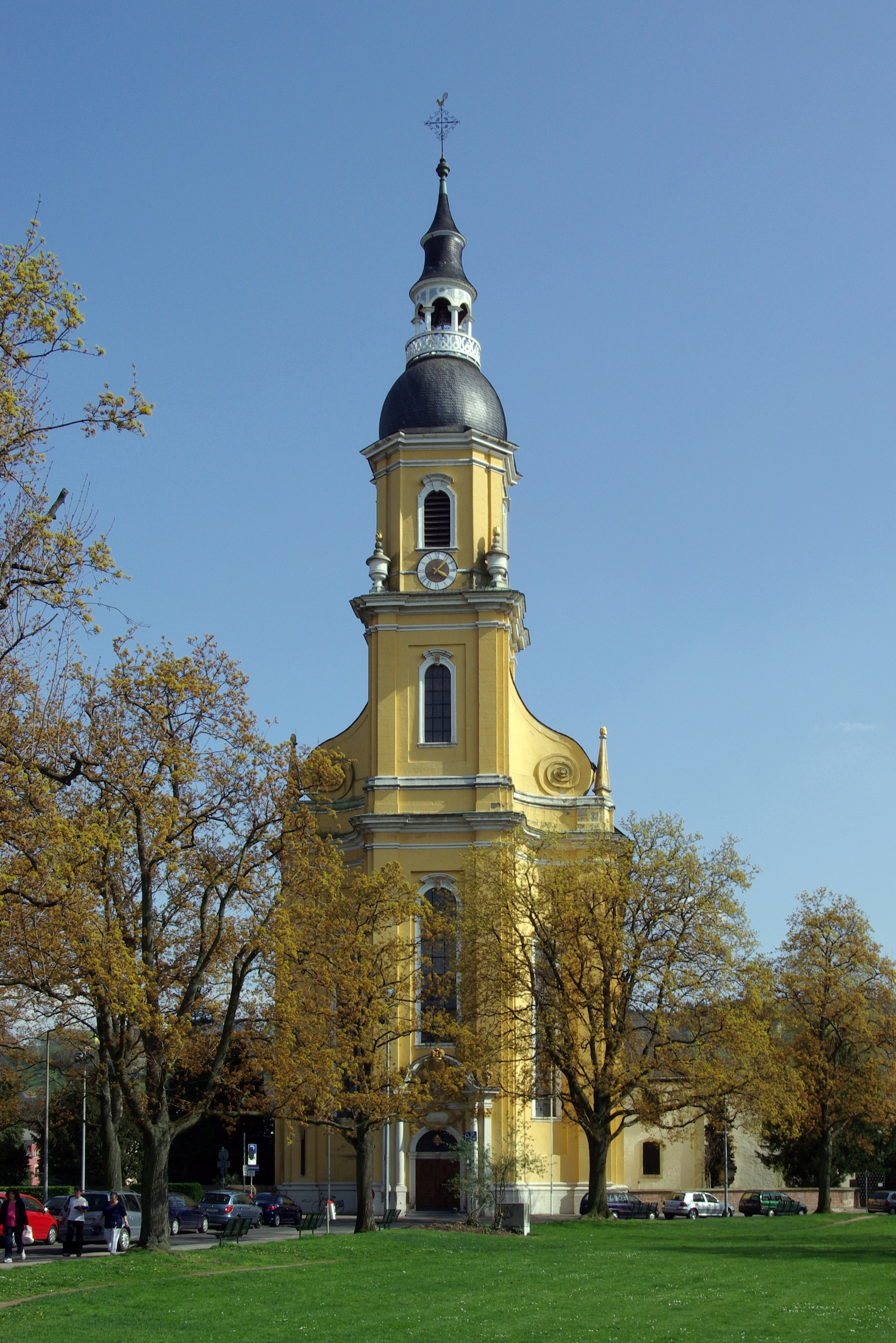
Façade.
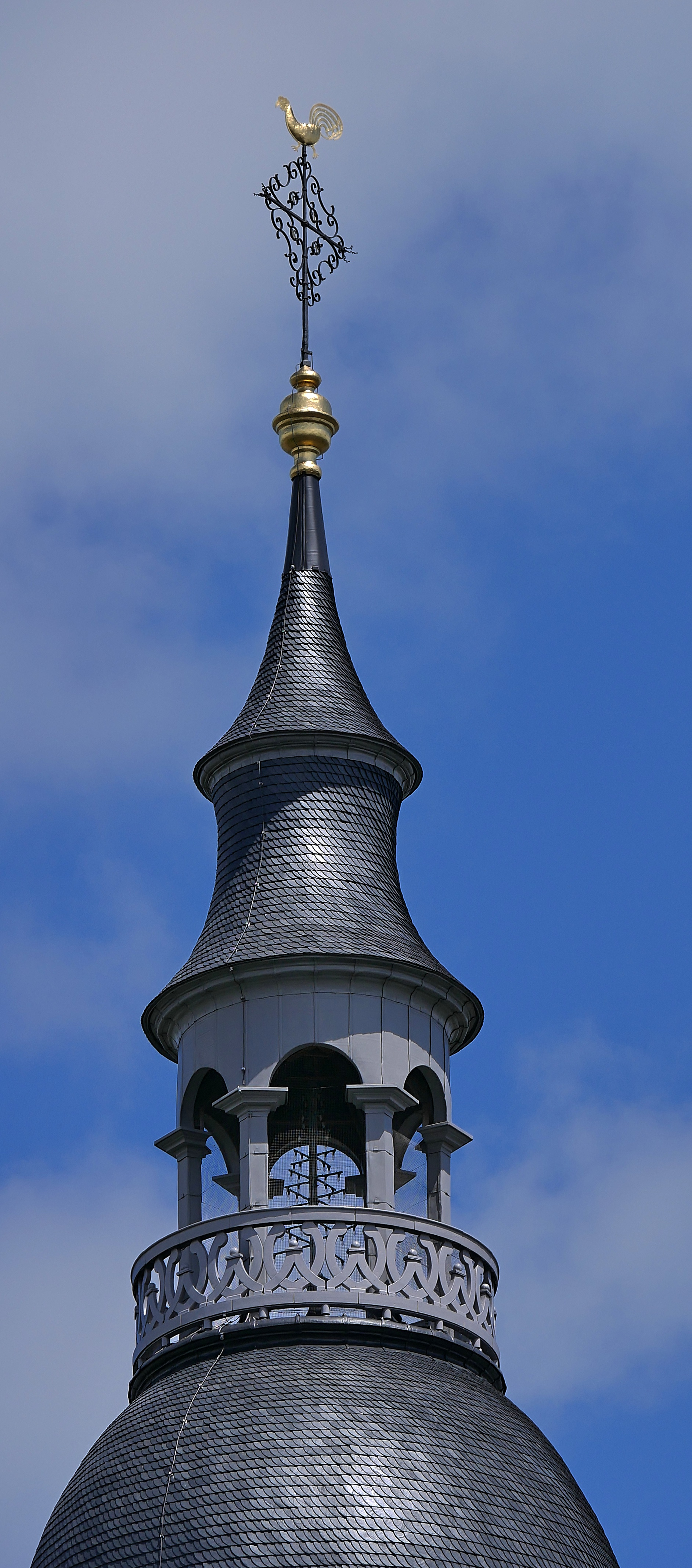
Flèche et coq météorologique.
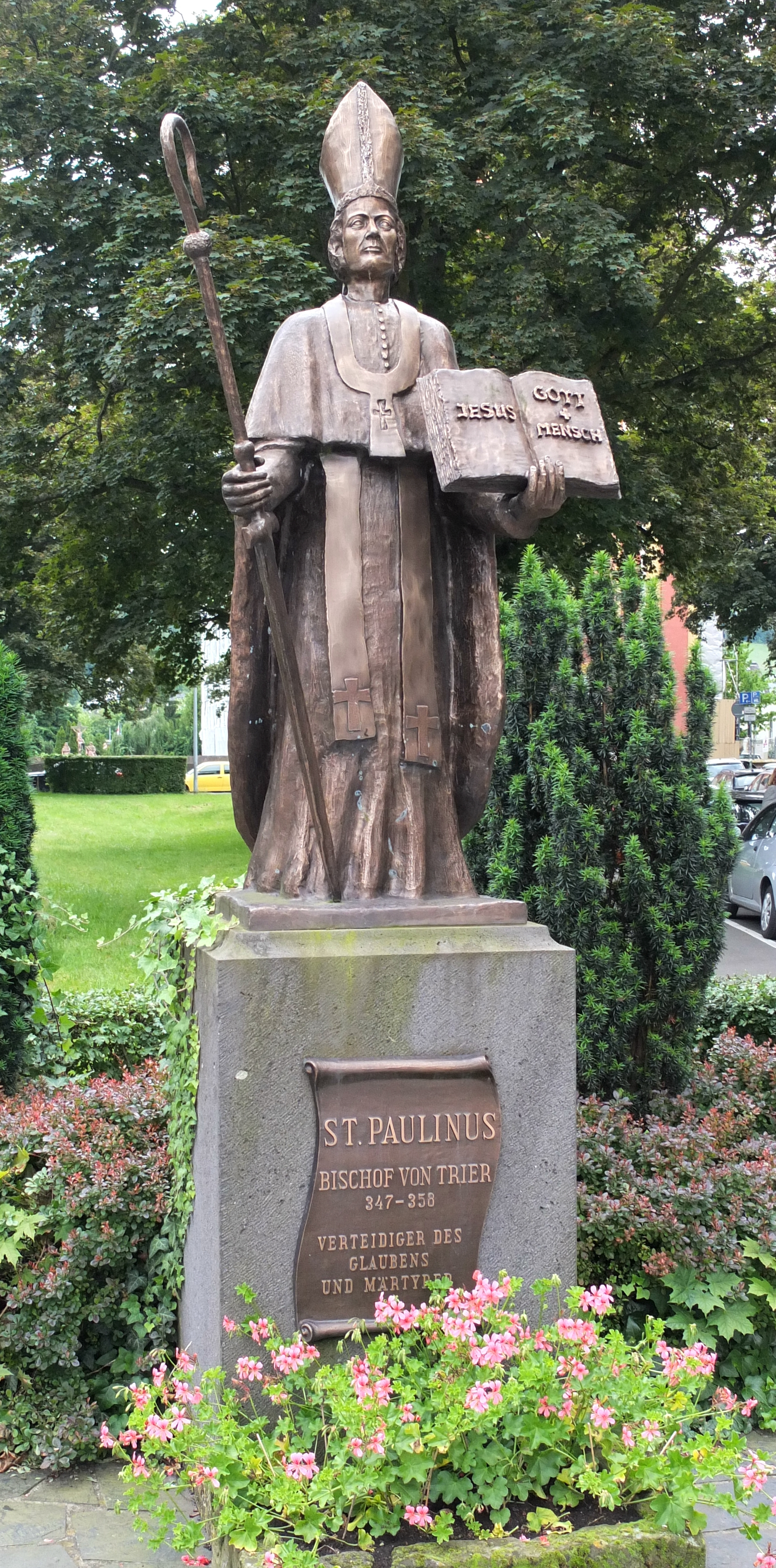
Sculpture en bronze de St. Paulinus devant l'église.
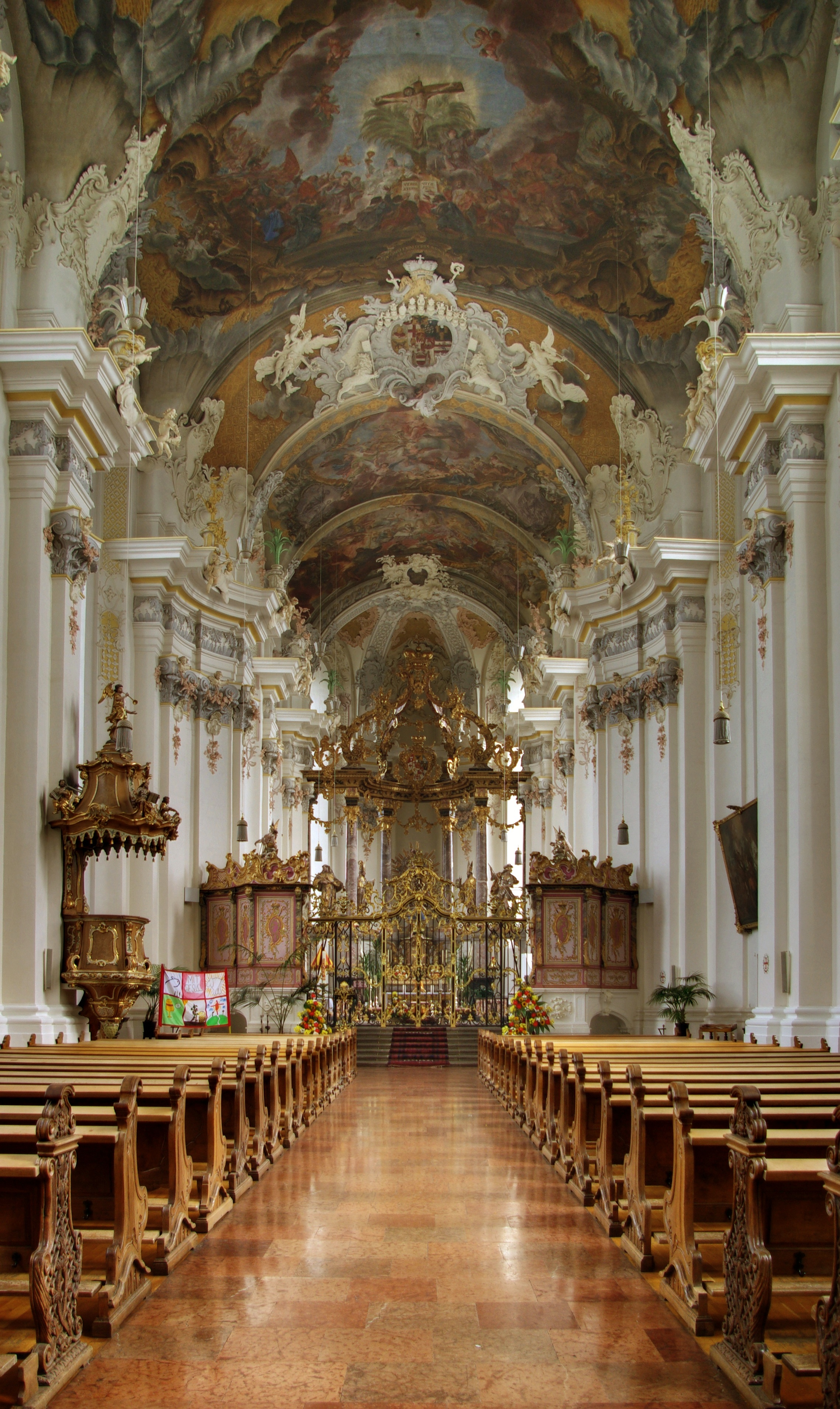
La nef.
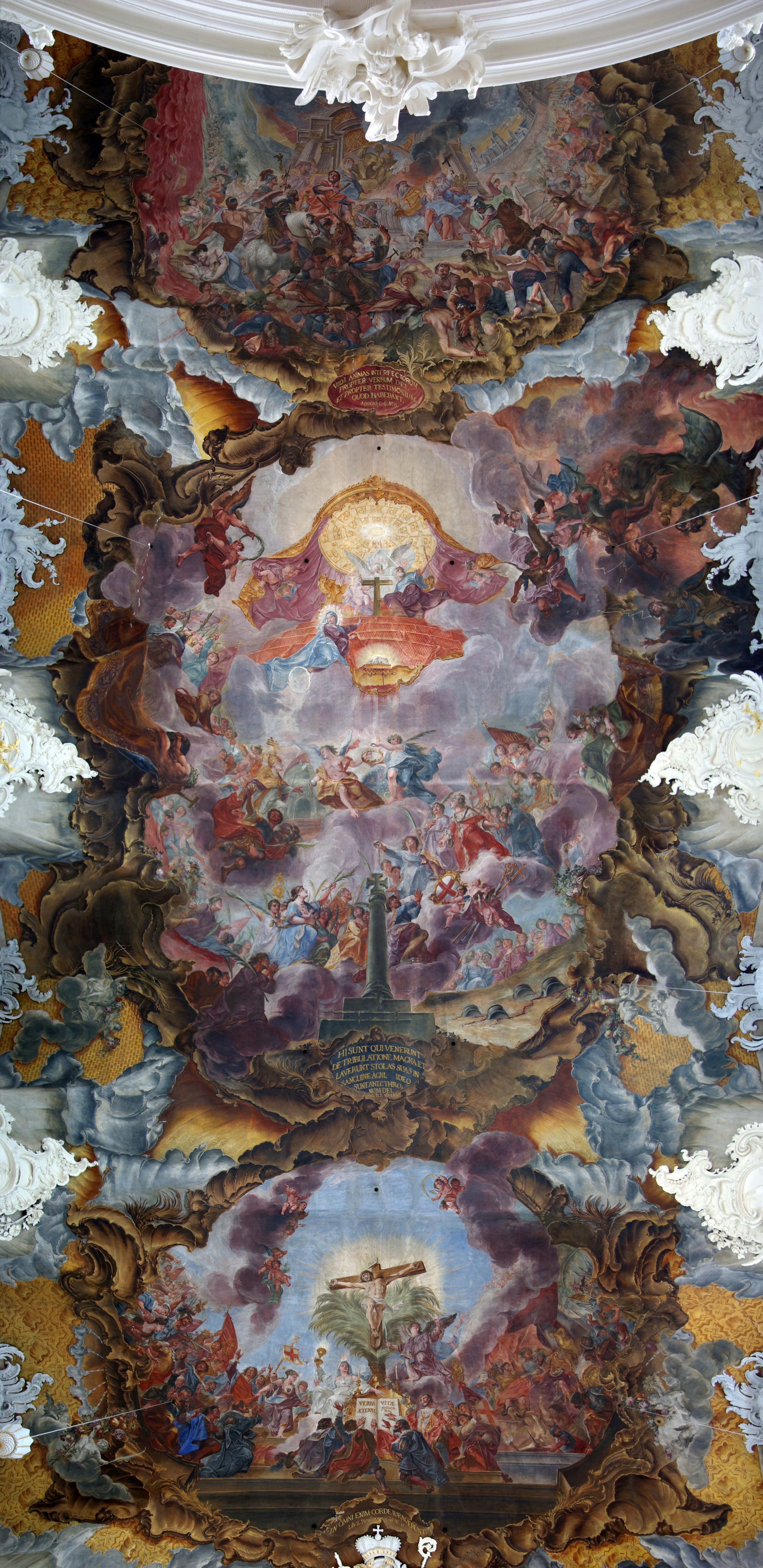
Le plafond de Scheffler.
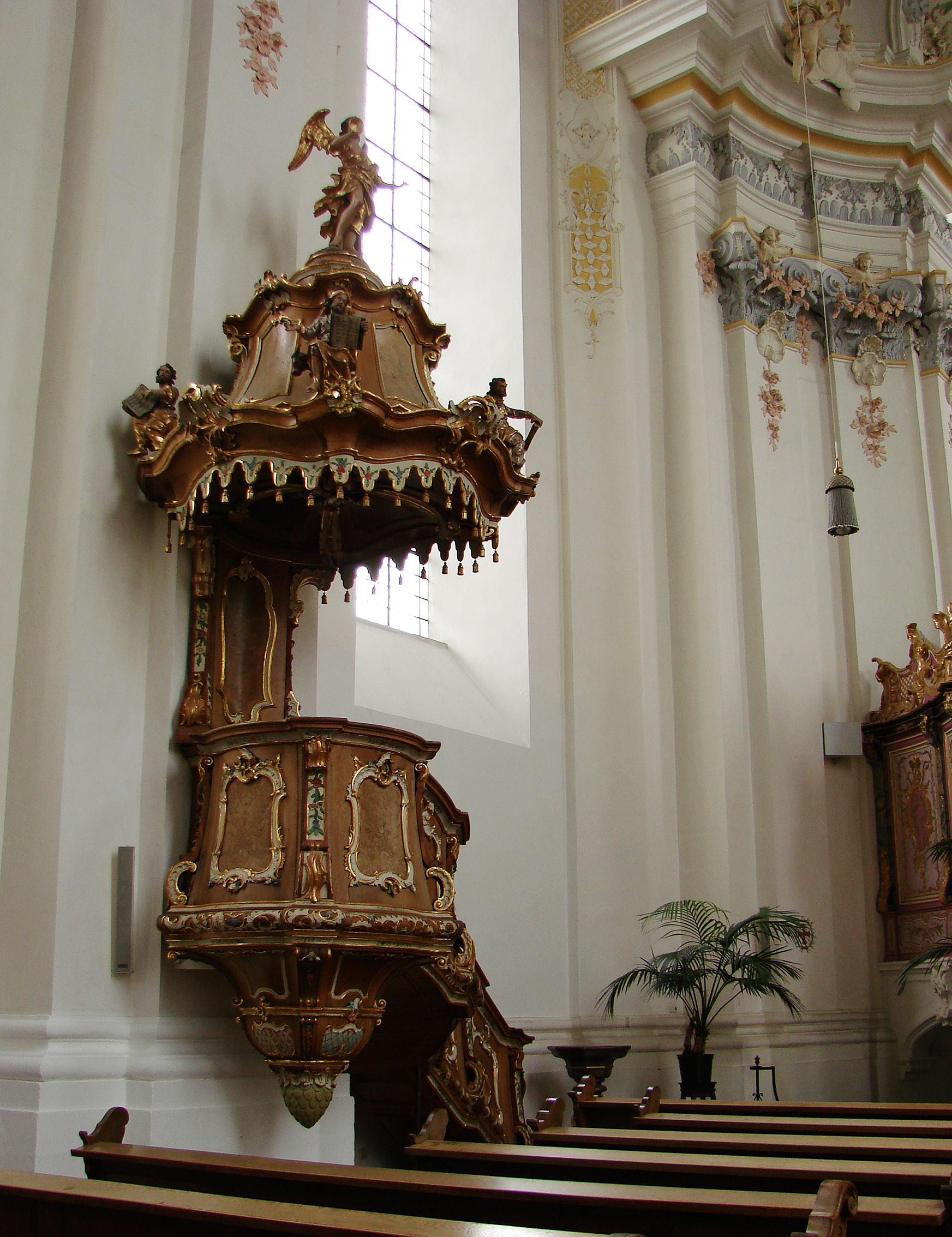
Chaire de vérité.
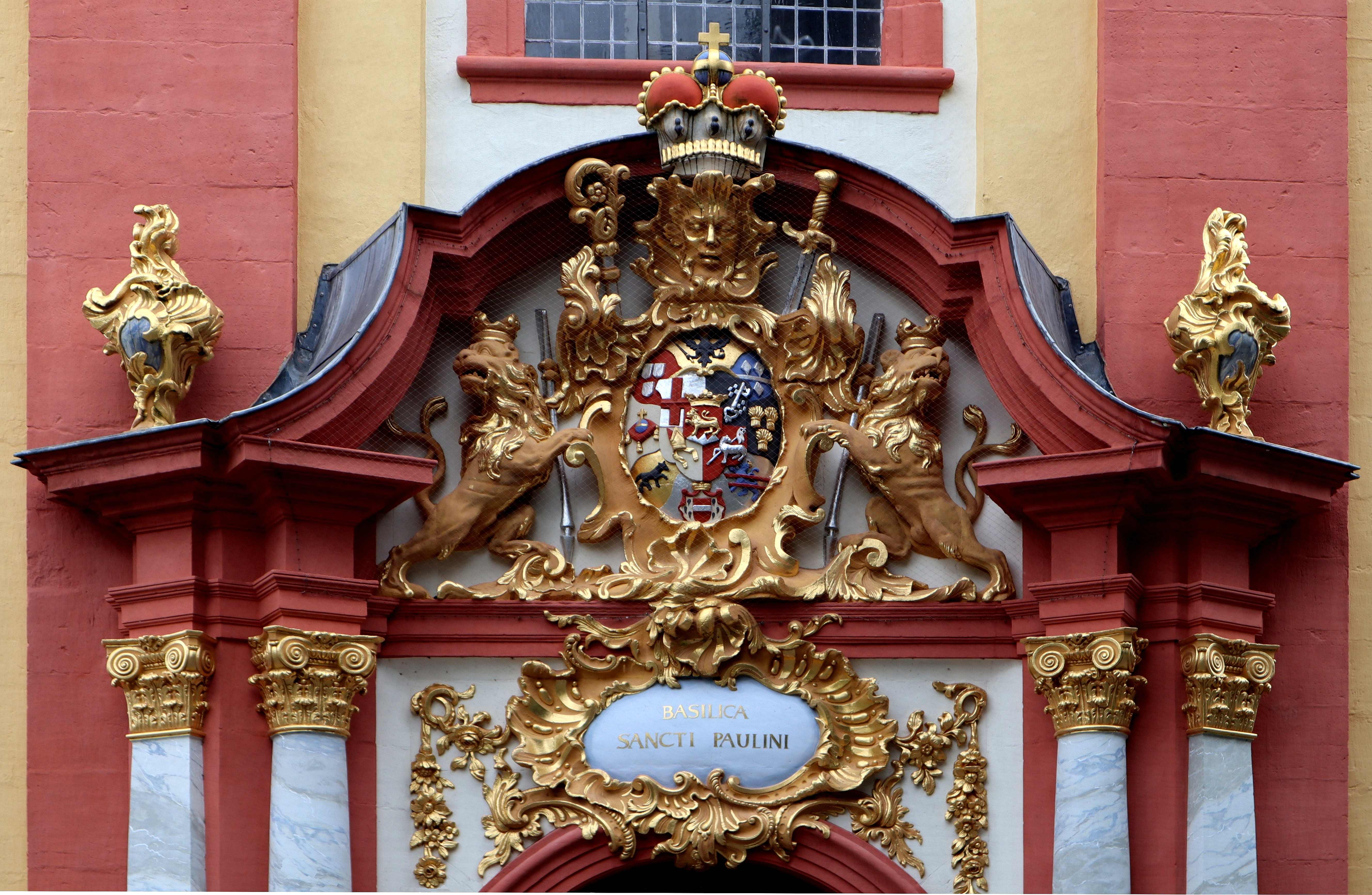
Armes du prince-électeur François-Georges de Schönborn.
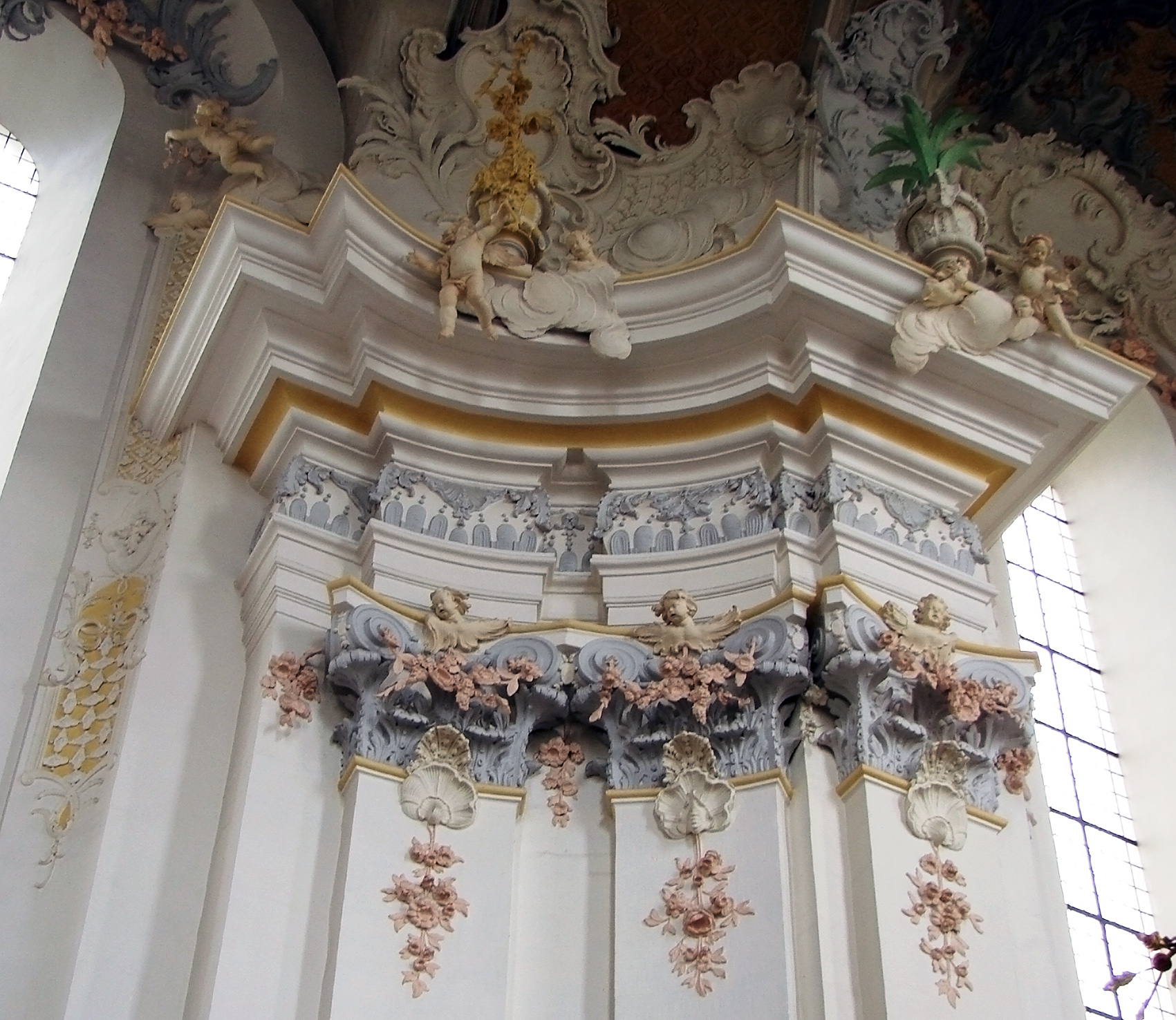
Détail des chapiteaux des colonnes.
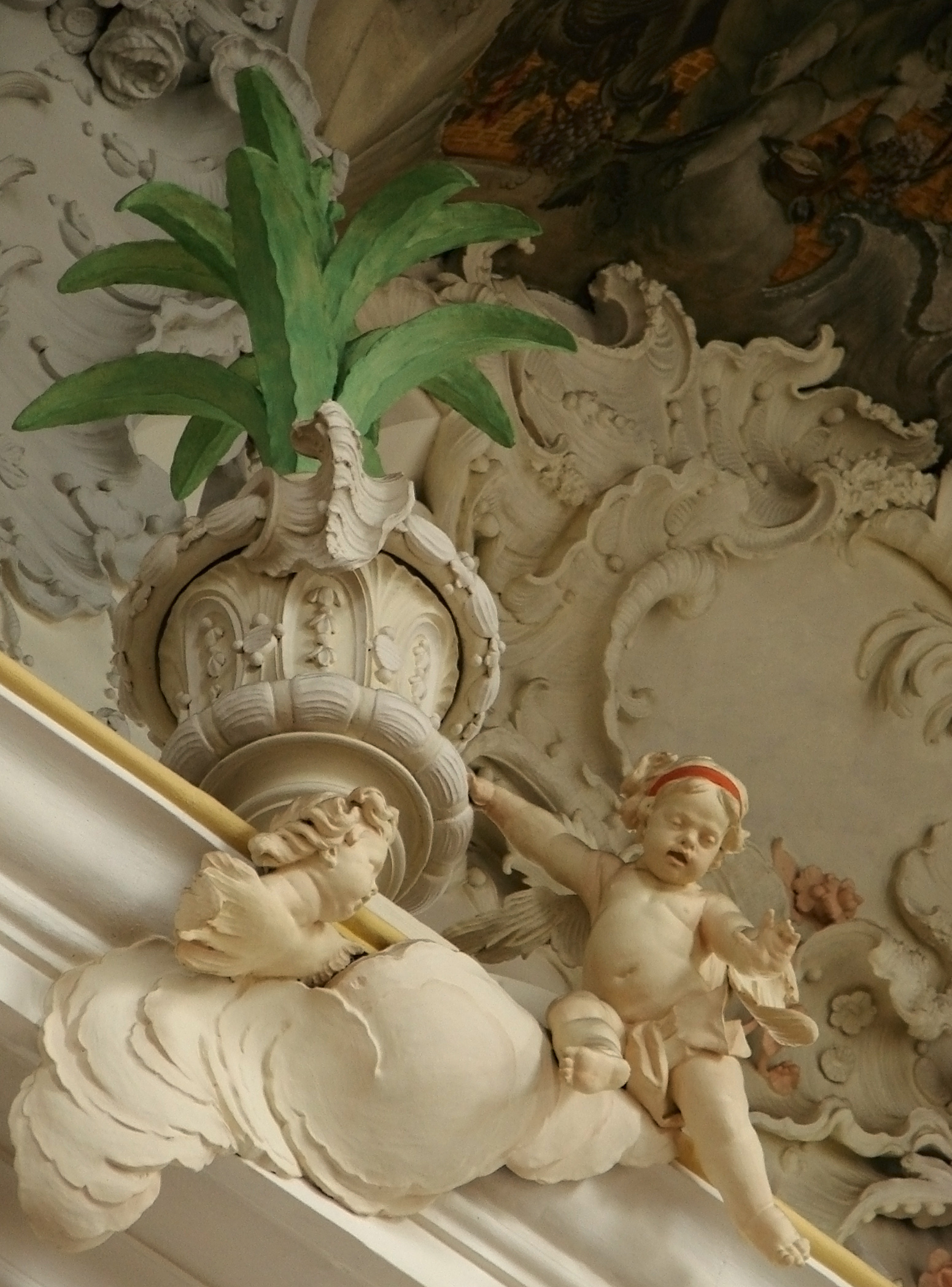
Détail d'un angelot.

## Intérieur
L'aménagement conçu par Neumann est extrêmement riche. Christoph Thomas Scheffler est l'auteur des fresques (1743) des plafonds qui représentent la vie de saint Paulin et le martyre de la légion thébaine. Des stucs blancs décorent les murs et les plafonds. Le maître-autel dessiné par Neumann - avec son ciborium - le mobilier du chœur et d'autres éléments sculptés sont issus de l'atelier de Ferdinand Tietz. Les grandes orgues sont terminées en 1756 par Romanus Benedikt Nollet, le buffet dessiné par Neumann est l'œuvre de Johannes Seiz.

### Illustrations

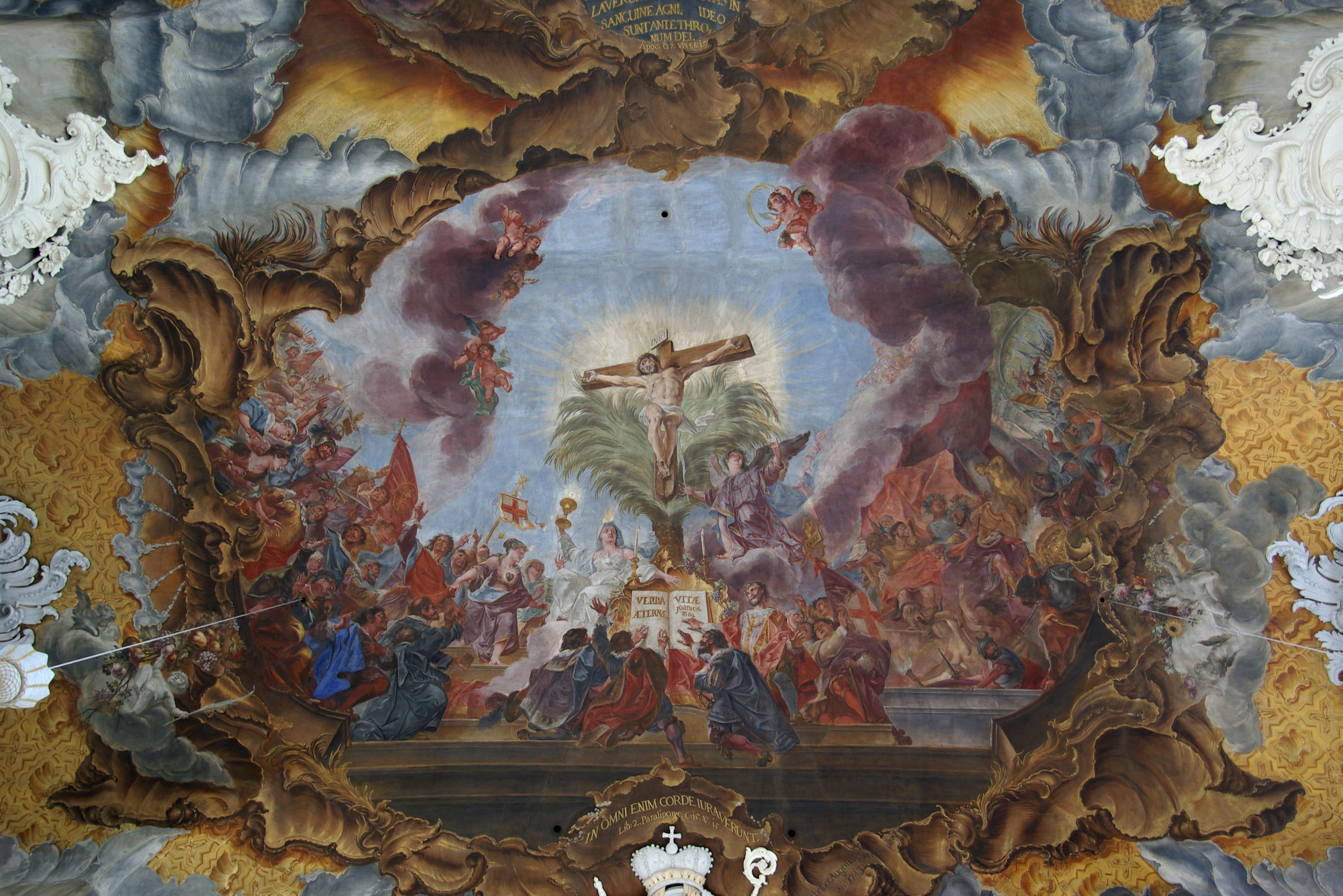
Fresque de Scheffler: Le Triomphe de la Croix.
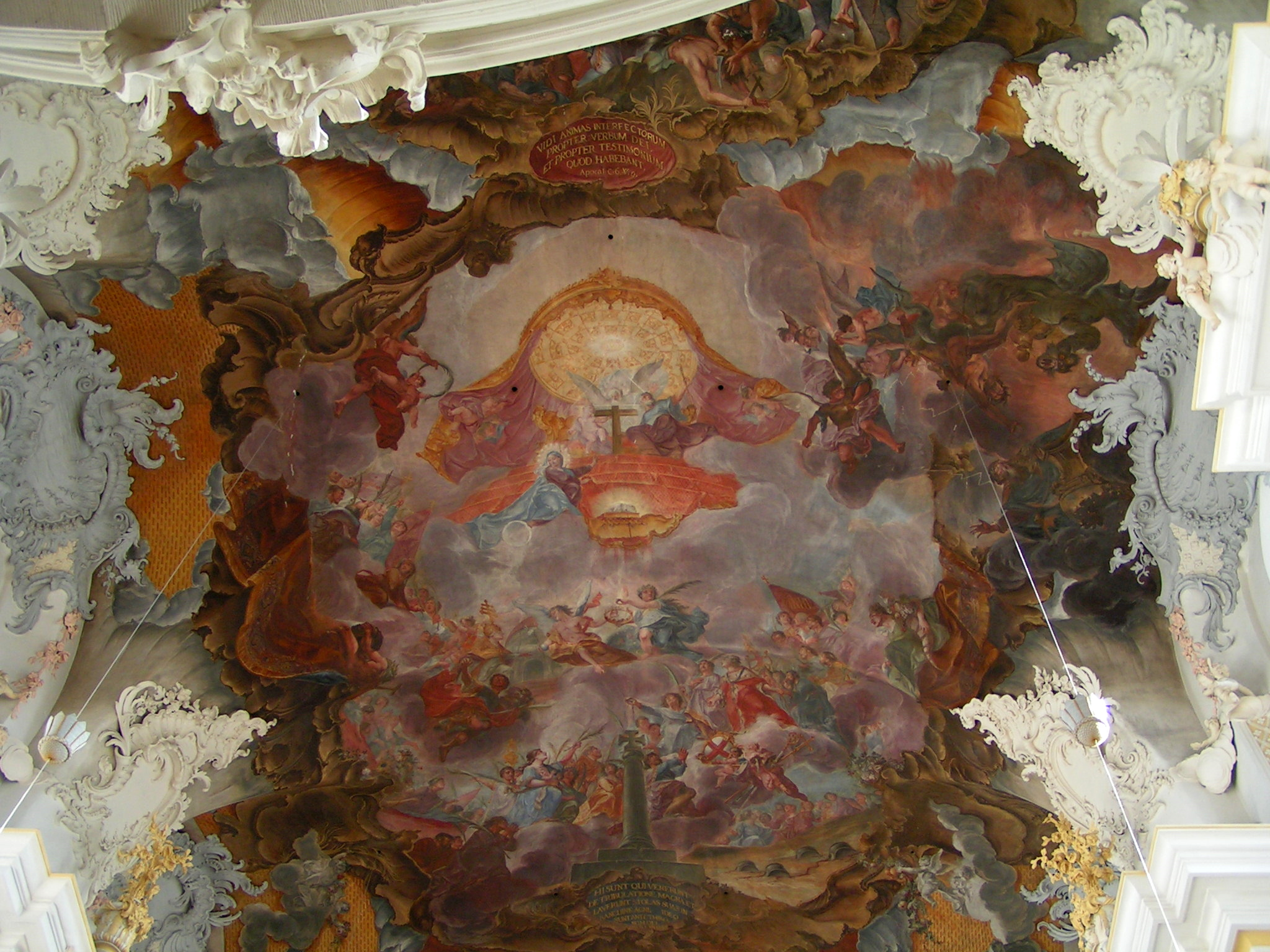
Fresque de Scheffler: Le Martyre de la légion thébaine.
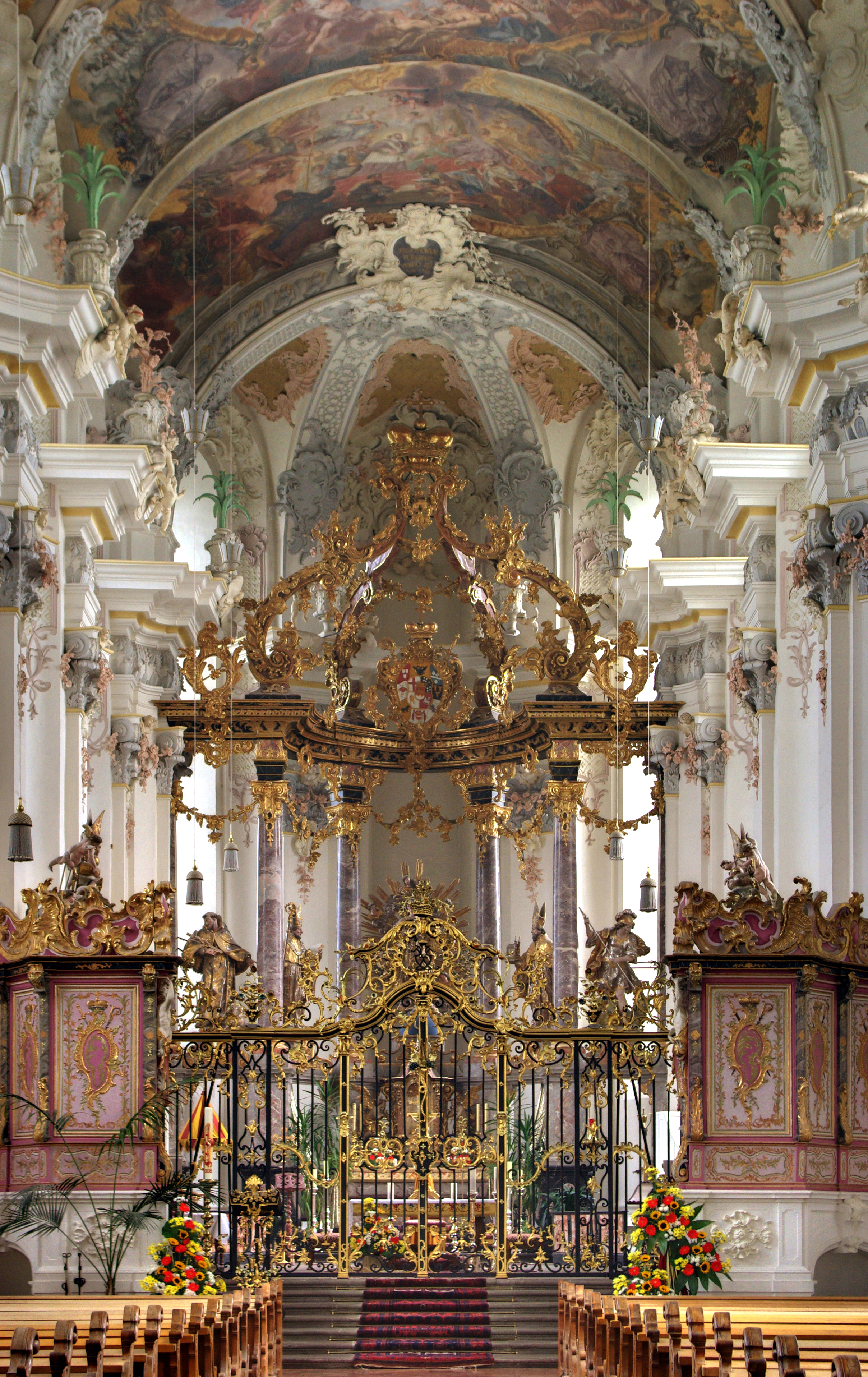
Les grilles du chœur devant le maître-autel.
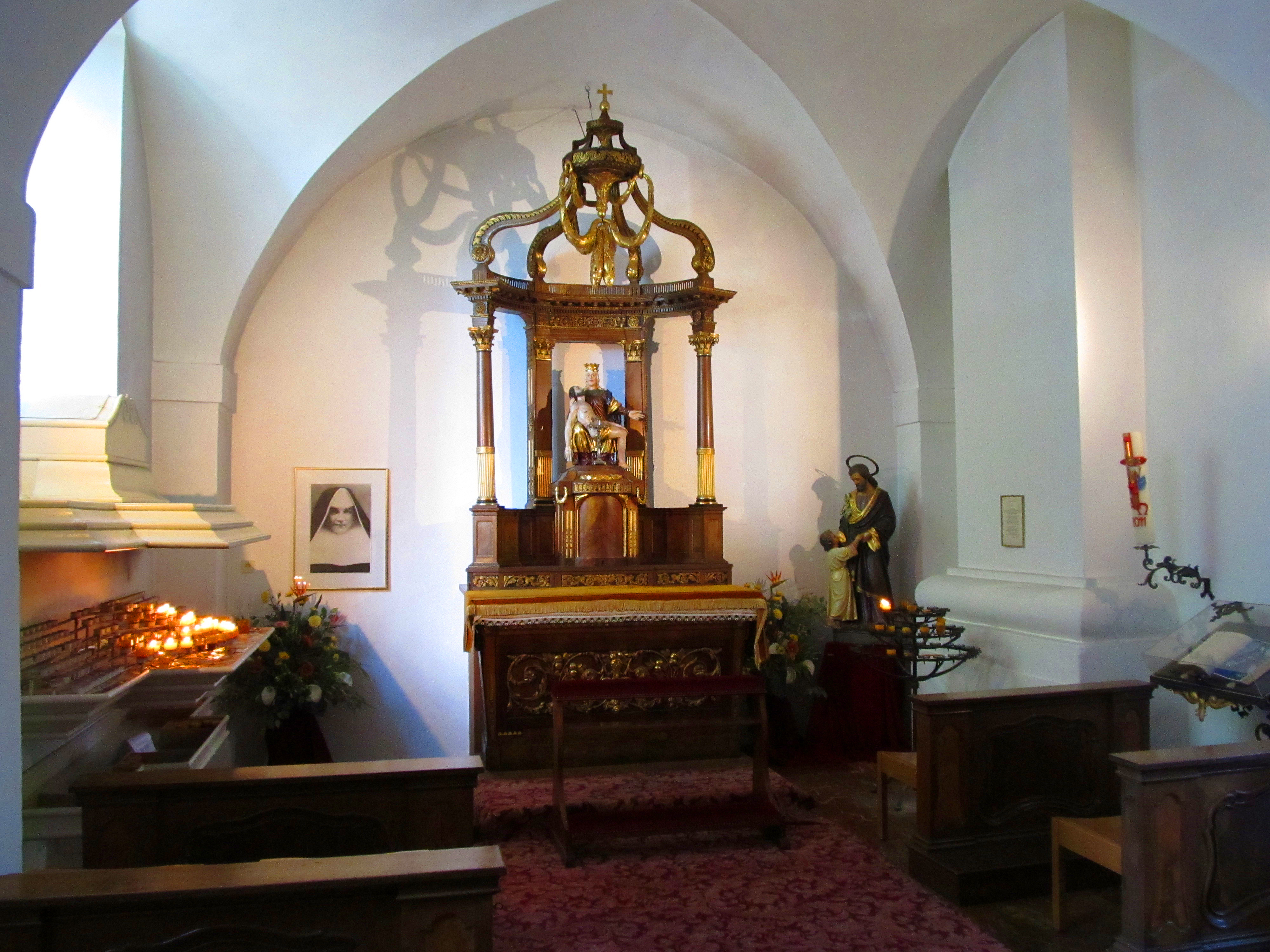
Autel de la chapelle latérale.
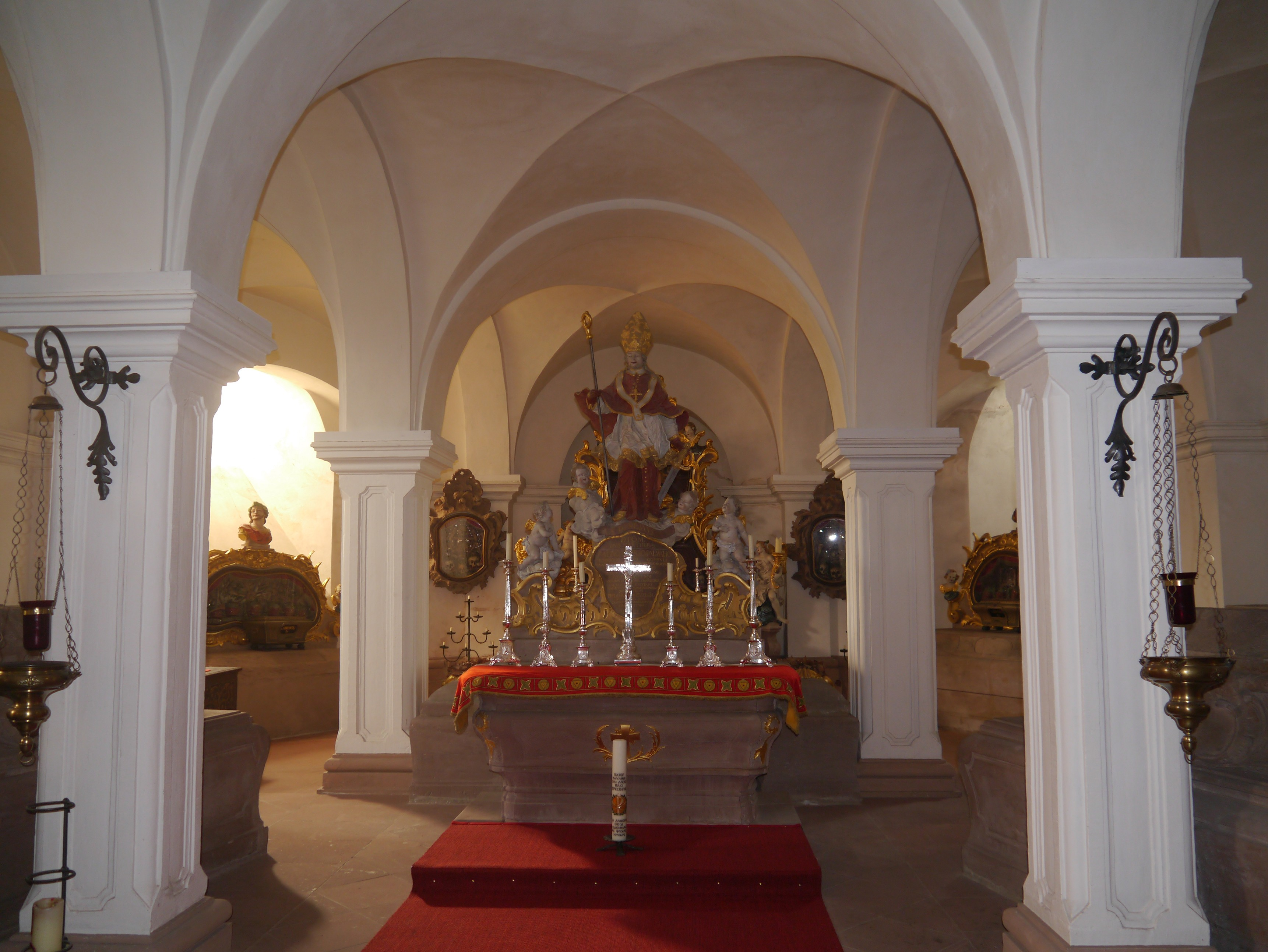
La crypte romane de la deuxième église avec les sarcophages.

## Source
- (de) Cet article est partiellement ou en totalité issu de l’article de Wikipédia en allemand intitulé « St. Paulin » (voir la liste des auteurs).